# Arno Holz

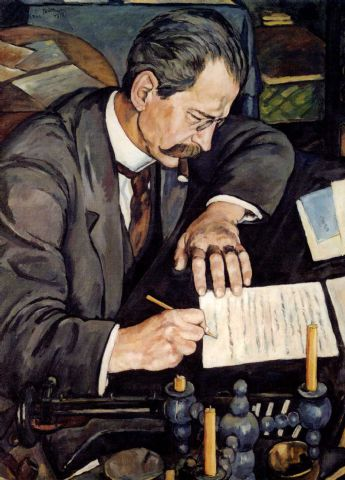
Arno Holz. Målning av Erich Büttner 1916.

Arno Holz, född 26 april 1863 i Rastenburg, Ostpreussen, död 26 oktober 1929 i Berlin, tysk författare och litteraturteoretiker. 
Holz började som lyriker i traditionell stil men sökte sig uttryck i Das Buch der Zeit. Lieder eines Modernen (1885). I förening med Johannes Schlaf slog han sig in på en "konsekvent realism", som han teoretiskt utvecklade i Die Kunst, inhr Wesen und ihre Gesetze (2 band, 1890-92). Tillsammans med Schlaf skrev han berättelserna Papa Hamlet (1889) och dramat Die Familie Selicke (1890). Holz lyriska genombrott betecknas av Phantasus (1898-99, omarbetad 1925), dikter på fri vers. Förutom dessa verk brukar barockpasticherna Lieder auf einer alten Laute (1903) räknas till hans främsta verk. Bland Holz brader märks tragikomedin Traumulus (1905, skriven tillsammans med Oskar Jerschke), Sonnenfinsternis (1908) och Ignorabimus (1913). en samlad upplaga av Holz samlade skrifter, Das Werk, utkom i 10 band 1924-26.